# Heidberg-Melverode
Heidberg-Melverode war bis 2021 der Stadtbezirk Nr. 212 Braunschweigs, der die beiden südlich gelegenen Stadtteile umfasst.

## Beschreibung
Der Stadtbezirk setzt sich zusammen aus den Stadtteilen Heidberg und Melverode. Er liegt nahe am Autobahnkreuz Braunschweig Süd und an den Autobahnen A 39 und A 36 (ehem. A 395). Gemeinsam mit den Stadtbezirken Stöckheim-Leiferde und Südstadt-Rautheim-Mascherode bildet Heidberg-Melverode den Gemeindewahlbezirk 21. Die Gesamteinwohnerzahl beträgt 11.409 (Stand 2012).

### Politik
Stadtbezirksrat
Der Stadtbezirksrat des Stadtbezirks Heidberg-Melverode hatte 15 Mitglieder und setzte sich in seiner letzten Wahlperiode wie folgt zusammen:
- CDU: 5 Sitze
- SPD: 5 Sitze
- Grüne: 1 Sitz
- Die Linke: 1 Sitz
- FWHM: 1 Sitz (Freie Wählerstimme Heidberg-Melverode)
- BIBS: 1 Sitz
- FDP:  1 Sitz

Zur Kommunalwahl 2021 in Niedersachsen wurde Heidberg-Melverode mit Stöckheim-Leiferde zu Braunschweig-Süd zusammengeschlossen.

## Kultur und Sehenswürdigkeiten
- Im Stadtbezirk liegt das spätbarocke Schlösschen Schloss Richmond mit einer englischen Parkanlage
- Innerhalb des Bezirks befinden sich die Naherholungsgebiete Südsee und Heidbergsee
- Sportverein SV Melverode-Heidberg[7]